# 房興耀
房興耀（ぼう こうよう、1953年-）は中華人民共和国のカトリック聖職者。洗礼名をヨハネといい、カトリック沂州教区司教で中国天主教愛国会第八期主席である。教皇庁と北京政府の承認を得ている。山東省臨沂の出身。

## 経歴
1989年に司祭に叙階され、1997年に司教に聖別された。2004年に中国天主教主教団副主席に当選し、かつ現任の中国人民政治協商会議委員である。
2010年12月9日に閉幕した中国天主教代表大会で中国天主教愛国会主席に当選した。彼の当選と今回の会議は教皇庁の反対にあったが、これは中国とバチカンが共同で認定した司教が中国天主教愛国会主席に当選した初の事例となった。